# 선거구 법정주의
선거구 법정주의(選擧區 法定主義, 영어: precinct legalism)는 선거를 진행할 때, 그 선거구를 법률로 확정하여야 한다는 원칙이다. 1812년, 미국의 매사추세츠주의 주지사 엘브리지 게리가 자신이 소속한 공화당에 유리한 방향으로 선거구를 구획한 것이 논란이 된 이후로 제기되었다.

## 같이 보기
- 게리맨더링
- 선거구 법정제도